# Сон Ірина
Іри́на Сон (5 вересня 1962, Ужгород) — українська шахістка, майстер ФІДЕ (1990) серед жінок. Триразова віце-чемпіонка України

## Біографія
Іри́на Сон — вихованка Харківської школи шахів, тренувалася під керівництвом Михайла Григоровича Ханукова. З 1980 року разом з Ольгою Хануковою (Астраханцевою) навчалась 4 роки у Львівському інституті фізкультури на шаховому відділенні. Там також навчався Микола Кущ із Запоріжжя, з яким Ірина одружилася. Починаючи з 1985 року, на шахових змаганнях Ірина представляла Запоріжжя.
19-разова учасниця фінальних турнірів чемпіонатів України, їх триразова срібна призерка — 1983, 1987 та 1999 років.

## Турнірні результати

### Чемпіонати України
| Рік  | Місце проведення | Турнір                 | Результат | + | — | = | Місце   |
| ---- | ---------------- | ---------------------- | --------- | - | - | - | ------- |
| 1978 | Харків           | 38-й чемпіонат України | 5 з 11    |   |   |   | 22 — 26 |
| 1980 | Кіровоград       | 40-й чемпіонат України | 6 з 11    | 4 | 3 | 4 | 13 — 19 |
| 1982 | Євпаторія        | 42-й чемпіонат України | ? з 10    |   |   |   | ?       |
| 1983 | Житомир          | 43-й чемпіонат України | 7 з 9     | 7 | 2 | 0 | Silver  |
| 1984 | Львів            | 44-й чемпіонат України | 4½ з 15   | 3 | 9 | 3 | 13      |
| 1985 | Херсон           | 45-й чемпіонат України | 6½ з 13   | 4 | 4 | 5 | 8       |
| 1986 | Миколаїв         | 46-й чемпіонат України | 8½ з 15   | 6 | 4 | 5 | 6       |
| 1987 | Чернігів         | 47-й чемпіонат України | 9½ з 15   | 5 | 1 | 9 | Silver  |
| 1988 | Ворошиловград    | 48-й чемпіонат України | 7 з 15    | 5 | 6 | 4 | 8       |
| 1989 | Бердянськ        | 49-й чемпіонат України | 6 з 15    |   |   |   | 13      |
| 1990 | Чернігів         | 50-й чемпіонат України | 9 з 15    | 6 | 3 | 6 | 5       |
| 1992 | Херсон           | 52-й чемпіонат України | 5½ з 15   | 4 | 8 | 3 | 11 — 12 |
| 1995 | Маріуполь        | 55-й чемпіонат України | 5½ з 9    | 4 | 2 | 3 | 6 — 11  |
| 1996 | Ялта             | 56-й чемпіонат України | 6 з 11    | 4 | 3 | 4 | 11 — 16 |
| 1997 | Алушта           | 57-й чемпіонат України | 5½ з 9    | 4 | 2 | 3 | 5 — 9   |
| 1998 | Алушта           | 58-й чемпіонат України | 5½ з 9    | 4 | 2 | 3 | 10 — 15 |
| 1999 | Алушта           | 59-й чемпіонат України | 7 з 9     | 7 | 2 | 0 | Silver  |
| 2000 | Севастополь      | 60-й чемпіонат України | 5 з 9     | 3 | 2 | 4 | 10 — 13 |
| 2002 | Алушта           | 62-й чемпіонат України | 5 з 9     | 4 | 3 | 2 | 11 — 19 |

### Чемпіонати СРСР та інші турніри
| Рік  | Місце проведення | Турнір                         | Результат | + | — | = | Місце   |
| ---- | ---------------- | ------------------------------ | --------- | - | - | - | ------- |
| 1981 | Мінськ           | Півфінал 41-го чемпіонату СРСР | 7½ з 15   | 6 | 6 | 3 | 8 — 11  |
| 1985 | Шекі             | Півфінал 45-го чемпіонату СРСР | 6½ з 15   |   |   |   | 11 — 12 |
| 1987 | Іркутськ         | Півфінал 47-го чемпіонату СРСР | 7½ з 13   |   |   |   | 3 — 6   |